# Ruellia richardsiae
Ruellia richardsiae är en akantusväxtart som beskrevs av Vollesen. Ruellia richardsiae ingår i släktet Ruellia och familjen akantusväxter. Inga underarter finns listade i Catalogue of Life.